# Луїс Марія Ласуртегі
Луїс Марія Ласуртегі (ісп. Luis María Lasúrtegui, 28 березня 1956) — іспанський академічний веслувальник.
Срібний призер Олімпійських Ігор 1984 року в складі розпашної двійки без стернового, учасник 1980, 1988 років.
Бронзовий призер Чемпіонату світу 1985 року в складі розпашної двійки без стернового.